# تورآيت (انزامر)
تورآيت هو دُوَّار يقع بجماعة بوعبوط أمدلان، إقليم شيشاوة، جهة مراكش آسفي في المملكة المغربية. ينتمي الدوّار لمشيخة انزامر التي تضم 29 دوار. يقدر عدد سكانه بـ 377 نسمة حسب الإحصاء الرسمي للسكان والسكنى لسنة 2004.

## روابط خارجية
- البوابة الوطنية للجماعات الترابية نسخة محفوظة 12 مارس 2018 على موقع واي باك مشين.
- المندوبية السامية للتخطيط